# Bataille de la Kalâa des Beni Abbès (1553)
Guerre entre régence d'Alger et les Kabyles
Batailles
- Bataille des Issers (1519)
- Prise d'Alger (1520)
- Bataille de la Kalâa des Beni Abbès (1553)
- Bataille de M'Sila (1554)
- Bataille de la Kalâa des Beni Abbès (1559)
- Siège de la Kalâa des Beni Abbès (1590)
- Siège d'Alger (1598)
- Bataille de Guidjel (1638)
- Bataille de Aït Aïssi (1745)
- Bataille des Zouaoua (1746)
- Bataille des Aït Irathen (1754)
- Insurrection de Kabylie (1756)
- Bataille de Draâ El Mizan (1767)
- Bataille de Draâ El Mizan (1768)

La Bataille de la Kalâa des Beni Abbès a eu lieu durant l'hiver 1553. Elle oppose la régence d'Alger au Royaume des Beni Abbès. 
Afin de contrebalancer l'influence du Sultan Abdelaziz de la Kalâa, qui soumet les tribus aux alentours de la Kalâa, Salah Raïs ordonne une expédition contre la Kalâa des Beni Abbès, afin d'anéantir son influence.
L'armée de la Régence vient camper à Boni à une lieue de la Kalâa. Abdelaziz fait une sortie contre eux et les défait après un affrontement meurtrier pour les deux camps. Les armées de la régence doivent se retirer après de lourdes pertes. Cette bataille diminue également leur réputation. Cette victoire permet au sultan Abdelaziz de confirmer son contrôle sur les Bibans et le Hodna.